# (28372) 1999 HU
1999 إتش يو (ويعرف أيضًا باسم (28372) 1999 إتش يو وفق تسمية الكوكب الصغير) (بالإنجليزية: 1999 HU)‏ هو كويكب ضمن حزام الكويكبات؛ وترتيبه 28372 من حيث الاكتشاف.
اكتُشف هذا الجُرم الفلكي بواسطة Frank B. Zoltowski ‏ في 18 أبريل 1999.

## وصلات خارجية
- (28372) 1999 HU في قاعدة بيانات مختبر الدفع النفاث لأجرام النظام الشمسي الصغيرة

- الاكتشاف · مخطط المدار ·  العناصر المدارية · المعلمات المادية

- (28372) 1999 HU على موقع ويكي سكاي: DSS2, SDSS, GALEX, IRAS, Hydrogen α, X-Ray, Astrophoto, Sky Map, Articles and images